# Java-Erdbeben 2022
Das Java-Erdbeben von 2022 ist ein Erdbeben, das sich am 21. November 2022 um 13:21 Uhr (Ortszeit) um die Stadt Cianjur im Westen von Java, Indonesien, ereignete. Die Magnitude lag bei M5.6 (USGS).

## Erdbeben
Das Hypozentrum des Bebens lag laut United States Geological Survey (USGS) in 10 Kilometer Tiefe. Das Deutsche GeoForschungsZentrum in Potsdam  (GFZ) hatte das Beben eine Stärke von 5,5 MW. Frankreichs nationales seismisches Netzwerk (RéNaSS) gab an, dass es sich um ein Beben der Stärke von 5,2 gehandelt habe. Das the citizen-seismograph network of RaspberryShake und das European-Mediterranean Seismological Centre (EMSC) gaben als Magnitude des Erdbebens 5,4 MW an.

## Schäden und Opfer
Durch das Erdbeben starben mindestens 272 Menschen, 2.046 wurden verletzt und 39 werden vermisst. In Cianjur wurden mehr als 56.311 Häuser beschädigt.